# Dewberry
Dewberry (Rubus secció Eubatus) és el nom en anglès d'un grup de la secció Eubatus del gènere Rubus d'espècies estretament relacionades amb l'esbarzer. Són plantes del gènere Rubus que normalment tenen els fruits de color porpra negre en lloc de vermells.
Són plantes comunes a tot l'hemisferi nord, amb els fruits dolços i comestibles.
La romeguera europea, Rubus caesius, fa tiges més erectes que altres plantes d'aquesta secció de Rubus.

## Espècies
- Mayes dewberry, Rubus almus
- Aberdeen dewberry, Rubus depavitus
- European dewberry, Rubus caesius
- Northern dewberry, Rubus flagellaris
- Southern dewberry, Rubus enslenii
- Swamp dewberry, Rubus hispidus
- Upland dewberry, Rubus invisus
- Pacific blackberry, Rubus ursinus

i moltes altres